# Oktiàbrskoie (Sverdlovsk)
|  | Per a altres significats, vegeu «Oktiàbrskoie». |

Oktiàbrskoie (en rus: Октябрьское) és un poble de l'óblast de Sverdlovsk, a Rússia, segons el cens del 2010 tenia 327 habitants.